# Nepiesta jugicola
Nepiesta jugicola là một loài tò vò trong họ Ichneumonidae.